# Nicolas Beaujon
Pour les articles homonymes, voir Beaujon.
 (juillet 2012).
Nicolas Beaujon, né à Bordeaux en 1718 et mort à Paris en 1786, est un richissime financier français du XVIIIe siècle.

## Biographie

### Famille protestante et bourgeoise
Son père, Jean Beaujon, se marie avec Thérèse Delmestre en 1713 dans la paroisse de Mérignac. Les deux familles sont protestantes et originaires de l'Agenais. En 1715, Jean Beaujon acquiert le droit de bourgeoisie.
Le 28 février 1718, à 6 heures du matin, paroisse Saint-Pierre à Bordeaux, Nicolas naît au 11 de la rue du Parlement-Saint-Catherine, à l’angle de la rue Métivier, dans l’imposant hôtel particulier de ses parents qui appartenait auparavant à la famille Delmestre.

### Négociant en céréales
Associé de bonne heure aux affaires de son père, il est envoyé en 1740 en Bretagne, pour procéder à des achats de céréales pour le ravitaillement du Limousin, dont l'intendant Aubert de Tourny l'a chargé. Lorsque ce dernier devient intendant à Bordeaux, il fait de nouveau appel à la famille Beaujon pour l'approvisionnement de la Guyenne à l'occasion de la disette qui ravage la région en 1747-48. Jean Beaujon étant décédé en 1745, c'est Nicolas qui gère cette affaire. La réputation qu'il acquiert à cette occasion aide l'intendant Tourny à demander pour lui des lettres de noblesse en 1750. 

### Carrière dans la finance
En 1748, il est nommé directeur de la chambre de commerce de Guyenne. L'année 1753 marque un tournant décisif dans sa carrière. C'est à cette date qu'il s'installe définitivement à Paris, s'affirmant dans le monde de la Cour et de la haute finance par son mariage avec Louise Elisabeth Bontemps, fille de Louis Bontemps, ancien premier valet de chambre ordinaire de Louis XV, gouverneur du palais des Tuileries, nièce du maréchal de Varenne et cousine des fermiers généraux Ange Laurent Lalive de Jully (1725-1779) et Honoré Chambon.
Nommé receveur des finances de la généralité de Rouen et ayant mené ses opérations financières avec succès il accède à un poste très important en 1770, celui de banquier du Roi et de la Cour, puis fermier général et conseiller d'État sous Louis XV.
Jacques Necker (1732-1804), ministre de Louis XVI, réduisant par l'édit d'avril 1780 le nombre de receveurs généraux des finances de quarante-huit à douze, Nicolas Beaujon paye la somme d'un million de livres afin d'être l'un de ces douze receveurs. Il est donc maintenu comme receveur général des finances de la généralité de La Rochelle durant vingt-cinq années. L'édit d'octobre 1781 crée quarante-huit nouveaux offices de receveurs généraux des finances, et Beaujon est pourvu de celui créé pour les années impaires en la généralité de Rouen, bien plus importante que celle de La Rochelle. Contrairement à ce que certains auteurs écrivent[Lesquels ?] cette charge est acquise en 1781[réf. nécessaire], et non en 1761. Il achète celle nouvelle charge 940 000 livres qu'il paye à Joseph Micault d'Harvelay, garde du Trésor royal.
Il se fait représenter en peinture par la portraitiste de la reine Marie-Antoinette, Élisabeth Vigée Le Brun.

## Les immeubles de Nicolas Beaujon
Sous le règne de Louis XV se forme une grande bourgeoisie vivant comme la haute noblesse. Ses membres sont banquiers, financiers, négociants. Ils n'investissent pas dans la terre, mais dans le commerce et dans l'industrie. Eux aussi étalent un luxe débordant et sans mesure. À Paris, M. de Beaujon, banquier de la cour, le financier La Reynière et le banquier Perregaux étonnent l'Europe entière du faste de leur résidences et de la splendeur de leurs réceptions. L'art de vivre de cette nouvelle « société d'argent » imite et rivalise alors avec celle des grands aristocrates.

### L'hôtel d'Évreux
En 1773, Beaujon achète l'hôtel d'Évreux (actuel palais de l'Élysée), qu'il conserve jusqu'en août 1786, date à laquelle il le vend en viager à Louis XVI. Il fait transformer l'hôtel par l'architecte Étienne-Louis Boullée. Il fait notamment prolonger l'aile des Petits Appartements vers les Champs-Élysées et aménager une galerie pour exposer sa superbe collection de tableaux, parmi lesquels La Bohémienne de Frans Hals et Les Ambassadeurs de Hans Holbein. Il fait également réaménager le parc à l'anglaise.
Les talents de l'architecte Étienne-Louis Boullée servirent les ambitions de Nicolas Beaujon dans la réalisation de quelques aménagements et embellissements de l'hôtel d'Evreux qu'il venait d'acquérir. Le 2 octobre 1773, l'abbé Joseph Marie Terray, contrôleur général des finances, fut spécialement commis pour vendre à Beaujon, au nom du roi Louis XV, l'hôtel, les jardins et dépendances ainsi que les meubles, glaces, ornements et autres effets mobiliers destinés à l'usage de l'hôtel ou des jardins et dépendances. L'acte de vente stipulait que Beaujon ne pouvait emménager dans l'hôtel avant le 1er octobre 1774, car  les lieux étaient occupés par le Garde-meuble de la Couronne depuis 1768, le temps que la construction par Ange-Jacques Gabriel (1698-1782) du bâtiment de la place Louis XV, prévu à cet effet, soit achevée. Le financier pouvait cependant jouir des jardins et des lieux non occupés. La vente est faite moyennant la somme d'un million de livres remise au garde du Trésor Royal. Ce contrat de vente révèle l'histoire de ce palais, construit au début du XVIIIe siècle, et le nom des prestigieux propriétaires auxquels Nicolas Beaujon succédait (Louis Henri de La Tour d'Auvergne, Madame de Pompadour).

### La Folie Beaujon

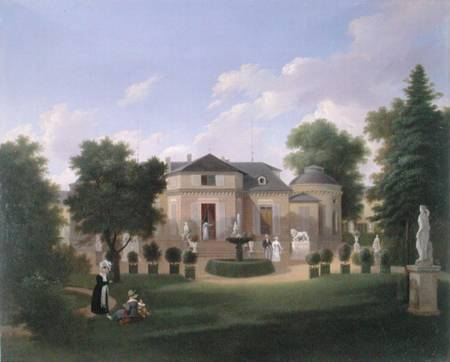
La chartreuse de la Folie Beaujon, en 1830.

À partir de 1781, l'architecte Nicolas-Claude Girardin construit pour Nicolas Beaujon la Folie Beaujon, sur un domaine qui occupait douze hectares entre le faubourg du Roule et l'Étoile, au croisement des actuelles rue Balzac et de Friedland (qui jusqu'en 1864 s'appelait boulevard Beaujon). Une rue Beaujon percée en 1842 se trouve à proximité. C'était une architecture à la mode de l'époque : une folie avec de petits appartements galants, escalier secret, porte dérobée. C'est dans une dépendance de cette folie qu'Honoré de Balzac fait aménager son dernier « palais » (au 22 de l'actuelle rue Balzac). L'ensemble a été détruit.
Beaujon y ajoute un hospice destiné aux enfants pauvres, fondé en 1784 dans un bâtiment dont l'entrée se trouve actuellement au 208 rue du Faubourg-Saint-Honoré. L'institution elle-même est devenue l'hôpital Beaujon, migré à Clichy.

## La collection de Nicolas Beaujon
Le statut de haut financier de Nicolas Beaujon exigeait le train de vie d'un grand seigneur ; il se distinguait par l'accumulation de somptueuses demeures magnifiquement décorées où il pouvait s'adonner à sa passion, la collection d'œuvres d'art.
Issu d'une famille bordelaise de négociants en grains, l'ambition, le travail et l'intelligence lui permettent d'arriver au rang des plus grands. Doté d'un goût sûr et s'entourant de gens avisés, Nicolas Beaujon rassemble en l'hôtel d'Évreux, actuel palais de l'Élysée, une collection qui fit sa gloire et contribua à sa grande renommée.

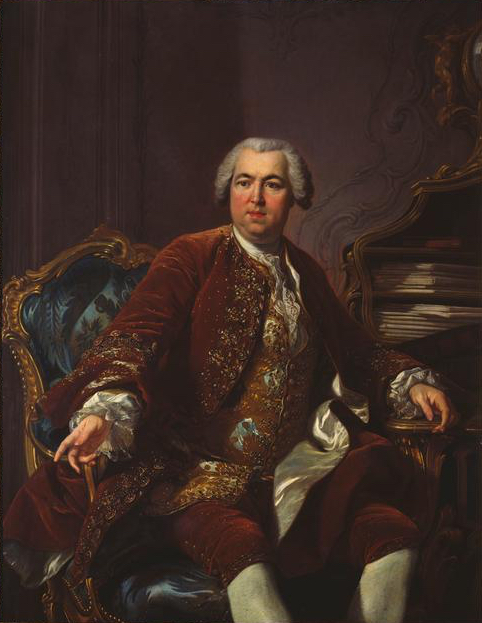
Nicolas Beaujon par Louis-Michel van Loo (1748-55)
(Chaalis, Musée de l'Abbaye royale de Chaalis)

Une carrière menée avec un succès éclatant, les honneurs, l'estime et la satisfaction de tous, les premiers d'entre eux étant Louis XV et Louis XVI, Nicolas Beaujon était un homme parfaitement accompli. Il mit sa grande fortune au service des œuvres de bienfaisance et de l'art, ainsi que l'exigeait sa position, suivant les pas des grands financiers du XVIIIe siècle.  
Sans atteindre l'ampleur ni la qualité des collections rassemblées par les financiers Randon de Boisset ou Augustin Blondel de Gagny, la collection réunie par Nicolas Beaujon à l'hôtel d'Évreux suscitait l'admiration de ses contemporains qui énuméraient les peintures de maîtres, les bronzes dorés et les porcelaines qui ornaient ses appartements tandis que la baronne d'Oberkirch s'émerveillait devant l'ameublement de la Chartreuse où elle ne relevait que « des meubles anciens et des vernis-Martin admirables ». 
Beaujon forma une partie de sa collection à partir des grandes ventes aux enchères de célèbres collectionneurs, organisées durant le dernier quart du XVIIIe siècle. Son choix se portait généralement sur des tableaux, avec une préférence marquée pour ceux de l'école des Pays-Bas : reflet d'une époque où les collectionneurs étaient particulièrement attirés par les peintures flamandes et hollandaises du XVIIe siècle.
L'école française occupait également une place importante dans la collection de tableaux de Nicolas Beaujon. Son goût s'était porté sur les grands peintres d'histoire du XVIIe siècle classique et il était également très friand des peintres des « fêtes galantes » qui côtoyaient les sujets mythologiques.
Les grands maîtres italiens de la Renaissance figuraient aussi dans la collection du financier. Quant aux objets d'art, Nicolas Beaujon n'en acheta que très peu dans ces ventes parisiennes, il semble qu'il se soit directement adressé à son architecte Étienne-Louis Boullée, qui prévoyait les moindres détails de la décoration intérieure de ses appartements, ou aux marchands merciers, chez qui se vendaient toutes sortes de curiosités.
Beaujon avait réuni une collection de porcelaines d'une incroyable variété de formes et de couleurs qui produisaient un effet des plus élégant dans ses intérieurs : Japon, Chine, Sèvres, Saxe, etc. Des objets montés en granit, porphyre et albâtre agrémentaient sa collection.
Il collectionnait également les sculptures de marbre de célèbres artistes du XVIIIe siècle, des pendules signées d'excellents horlogers, des petits bronzes, ses contemporains évoquaient « l'éblouissement de cristaux de roche, de lustres en bronze et de girandoles, de bras, de feux et de flambeaux en bronze doré ».
Des meubles exceptionnels provenant de la collection de Nicolas Beaujon furent redécouverts : une table de Martin Carlin, en laque du Japon, supportant un plateau de cent soixante et onze échantillons de marbres différents, conservée à la fondation Calouste Gulbenkian à Lisbonne, et un ensemble composé d'une commode portant l'estampille de Joseph Baumhauer et de deux secrétaires en armoire dont un est conservé à Waddesdon Manor, en sycomore peint réalisés sous l'investigation de son architecte Étienne-Louis Boullée.
La collection de Nicolas Beaujon était représentative du meilleur goût de son époque dominée par le néoclassicisme, sans être avant-gardiste, il avait su s'entourer des tableaux et objets d'art les plus en vogue. Il ne pouvait en être autrement pour un grand financier. Mais Nicolas Beaujon n'était pas un vulgaire « suiveur » de mode, son goût sûr lui permit d'aménager ses intérieurs de façon élégante et harmonieuse. Il était savamment conseillé par son architecte Étienne Louis Boullée, qui prenait sous la dictée les volontés de son client, Boullée intervenait à tous les stades de la décoration de l'hôtel d'Evreux.

## Hommage
Rues portant son nom :
- À Bordeaux,
- À Paris : rue Beaujon.